# Sikkim
Sikkim (nepálsky: सिक्किम, sikkimsky: སུ་ཁྱིམ་) je malý svazový stát na severu Indie v Himálaji. Na západě sousedí s nepálskou provincií Taplejung, s Tibetskou autonomní oblastí, která je součástí Čínské lidové republiky, na severu a východě a konečně na jihovýchodě s Bhútánem. Rozloha státu činí 7 096 km² a počet obyvatel přesahuje půl milionu, což z něj činí co do počtu obyvatel nejmenší z indických států. Hlavním městem Sikkimu je Gángtok.
Stát se rozkládá v izolovaných horských údolích pod Kančendžangou, třetí nejvyšší horou světa, která je symbolem země a je pokládána za posvátnou.

## Toponymum
Nejrozšířenější teorie o původu názvu Sikkim říká, že jeho jméno je kombinací dvou slov v jazyce limbu: „su“, což znamená „nový“ a „khyim“, což znamená „palác“ nebo „dům“. Jméno má odkazovat na palác prvního vládce státu, Phuntsoga Namgyaala.
Tibetský název pro Sikkim zní Drenjong, což znamená „údolí rýže“, zatímco Bhutiové mu říkají Beyul Demazong, což znamená „skryté údolí rýže“. Lepchové, původní obyvatelé Sikkimu, jej nazývají Nye-mae-el, což znamená „ráj“. V dějinách je Sikkim známý jako Indrakil, tedy zahrady válečného boha Indry.

## Historie
V roce 1642 založil v Sikkimu buddhistické teokratické království Phubtsog Namgjal, který se prohlásil prvním chogjalem – funkce spojující světského panovníka a nejvyšší náboženskou autoritu. Země byla předmětem sporů, pokusili se ji zabrat Nepál i Tibet, v roce 1817 se stala britským protektorátem.
Roku 1835 sebrali Britové Sikkimu jižní část území s důležitým městem Dárdžiling (Darjeeling - dnes součást svazového státu Západní Bengálsko, která vede boj za vlastní stát Gurkhaland). Po zániku Britské Indie roku 1947 prohlásil Sikkim nezávislost, ale zůstal z mezinárodněprávního hlediska pod ochranou Indické republiky.

Vlajka království Sikkimu užívaná v letech 1967–1975

Zemi oslaboval odboj hinduistického obyvatelstva, které v té době už tvořilo většinu. To vedlo v roce 1973 k abdikaci a útěku posledního chogjala a 16. května 1975 byl protektorát zrušen a Sikkim se stal svazovým státem Indie. To neuznala Čína, která se několikrát pokusila Sikkim anektovat. Až roku 2005 byla uzavřena dohoda o respektování stávajících hranic a 6. července 2006 byla přes průsmyk Nathula otevřena důležitá obchodní cesta z Indie do Číny.
V roce 1959 do Sikkimu uteklo z Tibetu mnoho uprchlíků před čínskou lidovou armádou, která obsadila Tibet. Mezi nimi byl i ctihodný 16. Karmapa Rangdžung Rigpä Dordže, hlava tibetské vadžrajánové školy Karma Kagjü, jenž si s královým svolením zrekonstruoval klášter Rumtek, kde působil do své smrti. Za doby působení 16. Karmapy v Sikkimu se buddhismus stal respektovaným náboženstvím a šířil se.

## Galerie

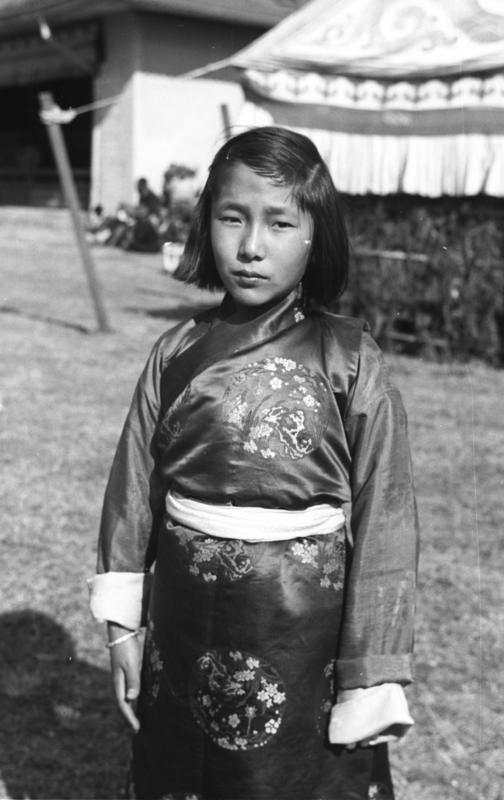
Dcera sikkimského vladaře (1938)